# Jeanne Robinson

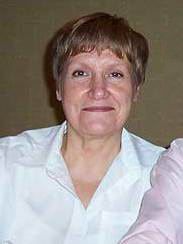
Jeanne Robinson beim NecronomiCon 2004

Jeanne Robinson (* 30. März 1948 in Boston; † 30. Mai 2010) war eine US-amerikanische Choreographin und Science-Fiction-Autorin.

## Leben
Robinson wurde in Boston geboren. Sie studierte Tanz u. a. am Boston Conservatory. Nach verschiedenen Engagements als Tänzerin und Choreographin gründete sie 1980 in Halifax das Nova Dance Theatre, welches sie bis 1987 betrieb. Anschließend zog sie mit ihrem Ehemann, dem Schriftsteller Spider Robinson, den sie 1975 heiratete, und ihrer gemeinsamen Tochter nach Vancouver.
1979 veröffentlichte sie mit ihrem Ehemann zusammen den ersten Roman der Stardance-Triology, welcher den Preis für die beste Novelle sowohl beim Hugo, beim Locus als auch beim Nebula gewann. 1991 und 1995 folgten die Bände Starseed und Starmind. 1979 folgte der Analog Award für Stardance II als bestes Serial.
In den 80er Jahren wollte Robinson die Kunstgattung von Tanz im freien Fall gründen.  Sie werde in die engere Wahl des NASA Teacher in Space Projects gezogen, um eine Weltraumfahrt mit dem Space Shuttle zu machen, könnte den Plan wegen dem Verlust des Space Shuttle Challenger aber nicht durchführen.  2007 hat sie doch auf einem parabolischen Flug im freien Fall getanzt.
Sie war eine tätige Praktikerin der Sōtō-Schule des Buddhismus.
2009 wurde Gallenkrebs bei Robinson festgestellt, an dem sie 2010 verstarb.

## Werke
- 1 Stardance (1979)
  - Deutsch: Sternentanz. Übersetzt von Irene Holicki. Heyne-Science-fiction & Fantasy #4082, 1984, ISBN 3-453-31045-4.
- 2 Starseed (1991)
- 3 Starmind (1994, 1995)
- Stardance (1977, Kurzgeschichte)
- Stardance II (1978)